# Red Dragon (nau espacial)
Red Dragon és una càpsula espacial Dragon 2 no tripulada d'SpaceX per a missions de mòduls de descens de baix cost a Mart per ser llançada en coets Falcon Heavy. Aquesta sèrie de missions de Mart seran demostracions tecnològiques per l'arquitectura de colonització de Mart ideada per SpaceX que va ser anunciada al setembre de 2016.
L'objectiu principal de la primera missió és provar tècniques i tecnologia d'entrada a l'atmosfera marciana amb equips que una tripulació humana podria usar. Un ús addicional suggerit per a la primera missió fa una crida a un Mars rover de retorn de mostres per ser lliurat a la superfície marciana. No s'ha anunciat cap càrrega útil.
La idea, concebuda el 2011, era proposar-la per al finançament el 2013 i el 2015 com a missió Discovery de la NASA #13 per al seu llançament a 2022, però la proposta no va ser enviada. El 27 d'abril de 2016 SpaceX va anunciar que continuarien amb la missió robòtica per a un llançament el 2018 i la NASA proporcionaria suport tècnic. El 17 de febrer de 2017, SpaceX va dir que la missió es retardaria a la finestra de llançament de 2020. Al maig de 2017, la NASA va revelar que SpaceX llançaria dues Red Dragons per assegurar l'èxit de la missió amb naus redundants com a assegurança, una a l'inici de la finestra de llançament de 2020 i una al final, de manera que la segona arribada pugui aprendre des de l'arribada de la primera.